# جواد محمدی‌نژاد
جواد محمدی نژاد یا جواد محمدنژادی متولد ۲ فروردین ۱۳۶۴ در آذربایجان ارومیه والیبالیست ایرانی است.

## افتخارات
او از سال ۸۰ به صورت حرفه‌ای والیبال را آغار کرد و در سال ۸۱ وارد تیم ملی نوجوانان شد و بعد از دو سال به تیم ملی جوانان راه پیدا کرد و دو سال بعد به تیم ملی بزرگسالان هم دعوت شد.

## باشگاهی
او سابقه حضور در تیم‌های صنام تهران، سایپا، آذرپیام ارومیه، پگاه ارومیه، فولاد ارومیه، هیئت والیبال ارومیه، گیتی پسند اصفهان و پیکان تهران و در حال حاضر شهرداری ارومیه را دارد.